# 阿图尔·博丹茨基

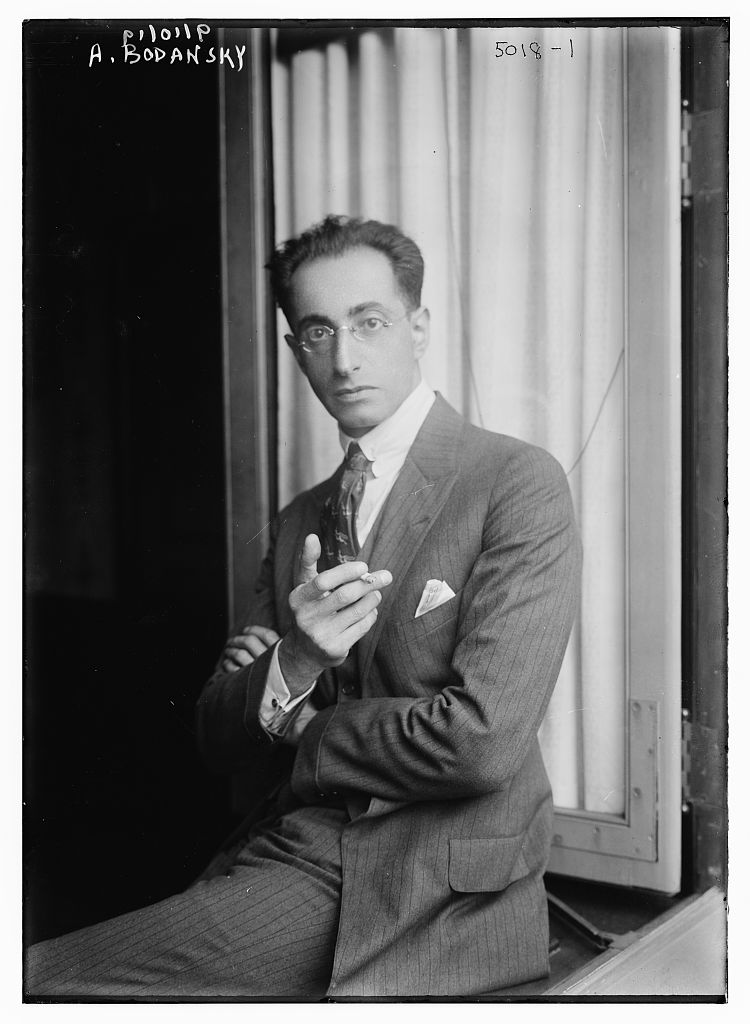
1919年的博丹茨基

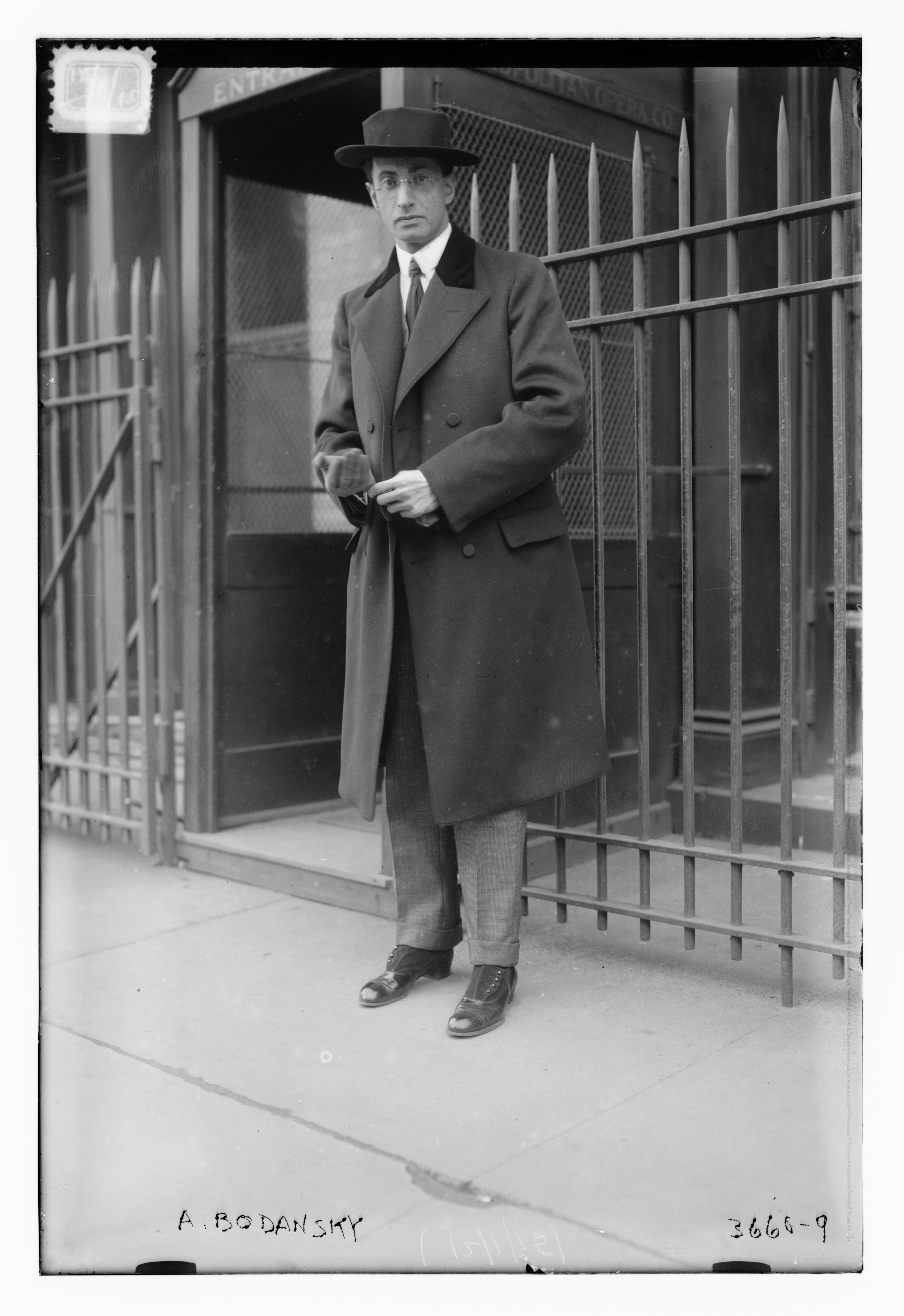
1915年博丹茨基在大都会歌剧院

阿图尔·博丹茨基（德語：Artur Bodanzky，1877年12月6日—1939年11月23日），美籍奥地利指挥家、小提琴家，以指挥德国作曲家理查德·瓦格纳的歌剧作品而闻名。

## 艺术生涯

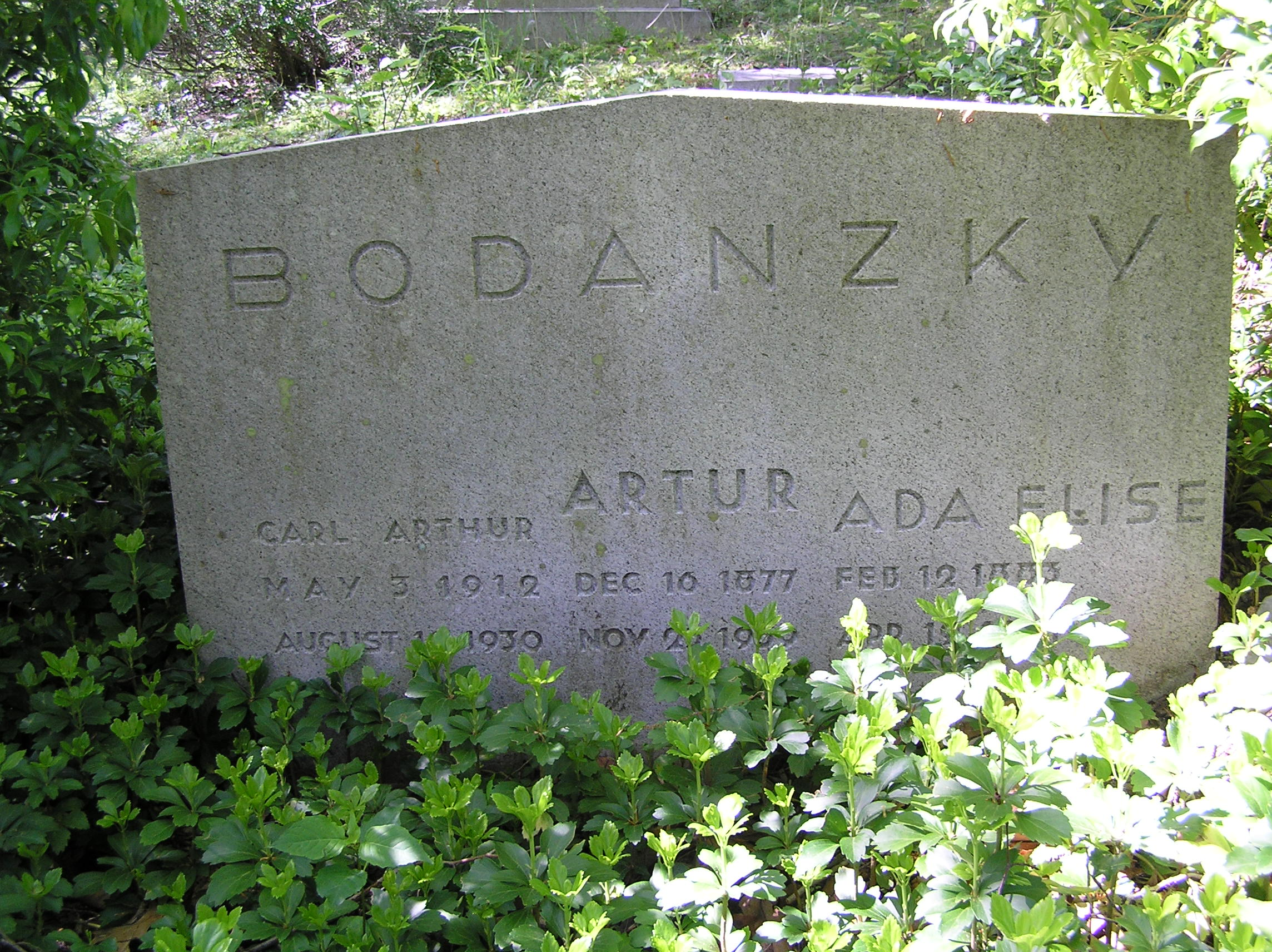
博丹茨基的墓碑，位于纽约睡谷公墓

博丹茨基出生于维也纳一个犹太商人家庭，和其弟弟罗伯特·博丹茨基一样，他违背了父亲的意愿而选择了自己热爱的音乐。博丹茨基曾在维也纳音乐学院学习，并跟随亚历山大·冯·策姆林斯基学习作曲。1897至1899年间，博丹茨基是维也纳宫廷歌剧院（现维也纳国立歌剧院）的小提琴首席，随后分别在捷克布杰约维采和维也纳卡尔剧院担任指挥，其间他还曾于1901至1903年在维也纳担任古斯塔夫·马勒的助手。1907年8月，博丹茨基来到布拉格新德意志歌剧院（现布拉格国家歌剧院）和指挥家奥托·克伦佩勒短暂共事。在维也纳、柏林和布拉格等地辗转后，博丹茨基成为曼海姆国家剧院的音乐总监（1909年－1915年）。
1915年，他被作曲家费卢西奥·布索尼推荐给即将离任大都会歌剧院的指挥家托斯卡尼尼，移民至美国纽约，接替阿尔佛雷德·赫兹成为大都会歌剧院负责德语歌剧的首席指挥，而他在曼海姆的音乐总监位置由著名德国指挥家威廉·富特文格勒接替。  1921年，博丹茨基曾是纽约爱乐乐团的客座指挥。1928年，博丹茨基宣布辞去大都会歌剧院的职务，他的位置由指挥家约瑟夫·罗森斯托克接任。但罗森斯托克由于受到媒体的激烈批评而迅速卸任，博丹茨基复出并继续担任德语曲目首席指挥一职。直至1939年于纽约逝世，博丹茨基在大都会歌剧院24个音乐季进行了超过千场的演出，奥涅格的《大卫王》、马勒的《大地之歌》、雅纳切克的《格拉高利弥撒》等曲目都是由他在美国完成首演。

## 指挥风格
在曼海姆时期，博丹茨基曾被褒奖为成熟而勤奋的指挥家，不足之处为手势过重以及偏好速度迟缓的节奏。但是，后来在纽约大都会歌剧院时期，他却因为速度过于激进而饱受争议，在指挥瓦格纳的作品时尤甚，当时有传言说博丹茨基过快的速度是因为急于结束音乐会去打牌。有评论家曾批评质疑其作为交响乐指挥家的能力：「他给人的印象是他对自己正在指挥的作品并不熟悉」。
从为数不多的现存录音中，博丹茨基所表现出的风格特点为激烈的速度变化，时而飞快，时而极缓，基于这一点，乐评界常将他与富特文格勒以及弗里兹·莱纳相互比较。
女高音歌唱家弗里达·莱德尔在自己的回忆录中赞誉博丹茨基「杰出的艺术性」。批评家 Samuel Chotzinoff 在《Toscanini: An Intimate Portrait》一书中提到，托斯卡尼尼虽然为博丹茨基的去世感到震惊，但他对博丹茨基的评价并不高，而这似乎与托斯卡尼尼向大都会歌剧院推荐博丹茨基的说法相悖。

## 家庭关系
阿图尔·博丹茨基的弟弟罗伯特·博丹茨基（Robert Bodanzky）是奥地利著名剧作家、诗人和记者，妹妹伊达·博丹茨基（Ida Bodanzky）是钢琴家，另还有一个妹妹艾琳·博丹茨基（Irene Bodanzky）。